# Missio Aachen
Missio Aachen ist ein katholisches Hilfswerk in Deutschland für Afrika, Asien und Ozeanien und die Kurzbezeichnung für das Internationale Katholische Missionswerk e. V. mit Sitz in Aachen.

## Geschichte
missio Aachen geht aus einer „christlichen Bürger- und Laieninitiative von unten“ im 19. Jahrhundert hervor, die die katholische Mission in Afrika und Asien durch Gebet und kleine Spenden unterstützte. Keimzelle ist der Lyoner Missionsverein, der 1819 von der damals 23-jährigen Pauline Marie Jaricot gegründet wurde.
Nach diesem Vorbild gründeten 1832 der Aachener Arzt Heinrich Hahn und Freunde einen Missionsverein zur Unterstützung der katholischen Missionen außerhalb Europas, der 1841 den Namen Franziskus-Xaverius-Verein erhielt. Sie organisierten Gebetssolidarität und Spenden, mussten aber zehn Jahre lang um die kirchliche und staatliche Anerkennung ringen. Zur selben Zeit entstand in München für das damalige Königreich Bayern der von König Ludwig I. unterstützte Ludwigs-Missionsverein. Solche Missionsvereine entstanden in weiteren europäischen Staaten.
Im Jahr 1922 errichtete Papst Pius XI. das Päpstliche Werk der Glaubensverbreitung (PWG) mit Sitz in Rom, das die Missionsvereine als nationale Zweige integrierte. Dazu zählte auch der Aachener Verein, der den Namen Päpstliches Werk der Glaubensverbreitung erhielt.
Fünfzig Jahre später wurde 1972 der neue Name missio – Internationales Katholisches Missionswerk e. V. mit Sitz in Aachen eingeführt und missio Aachen erhielt neue Statuten. Der Verein übernahm im Jahr 1989 den alten von Joseph Laurent im Jahr 1905 erbauten Nordflügel des vormaligen Städtischen Elisabethkrankenhauses Aachen mit der angeschlossenen neugotischen Kapelle St. Elisabeth in der Anton-Kurze-Allee und richtete dort ihre Verwaltung ein. Missio Aachen gehört weiterhin zu den Päpstlichen Missionswerken.

## Struktur
missio Aachen gehört zu einem Netzwerk von rund 120 Päpstlichen Missionswerken weltweit, die an der römischen Kurie Teil der Kongregation für die Evangelisierung der Völker sind. Deren Aufgabe ist die Förderung der Arbeit der Kirche im globalen Süden. Die Versammlung aller Nationaldirektorinnen und Nationaldirektoren der weltweiten Päpstlichen Missionswerke, darunter der Präsident von missio Aachen, entscheiden über die Verwendung des globalen Solidaritätsfonds, der sich aus den weltweiten Kollekten zum Sonntag der Weltmission speist.
Neben dieser internationalen Anbindung ist missio Aachen in Deutschland mit der Kommission Weltkirche der Deutschen Bischofskonferenz, der Konferenz Weltkirche und der Arbeitsgemeinschaft katholischer Hilfswerke MARMICK vernetzt.
Die Organe von missio Aachen sind die Mitgliederversammlung, der Verwaltungsrat und der Vorstand.

## Aufsicht und Vorstand
Vorsitzender des Verwaltungsrates von missio Aachen ist Christoph Berndorff (ehemaliger Vorstandsvorsitzender der Pax Bank e.G.)). Präsident ist seit September 2019 Dirk Bingener, Vizepräsident  ist Gregor Freiherr von Fürstenberg und als drittes Vorstandsmitglied ist Anne Wunden berufen.

## Aufgaben und Leitthemen
missio Aachen unterstützt mit seiner Auslands-Projektarbeit nachhaltig und gemeinsam mit der Kirche vor Ort konkrete Hilfsprojekte in Afrika, Asien und Ozeanien. In Deutschland betreibt missio Aachen weltkirchliche Aufklärungs- und Bildungsarbeit, um die Ursachen der Not in den Ländern seiner Partnerorganisationen im globalen Süden zu bekämpfen. missio Aachen fasst dies unter dem Leitwort „Nächstenliebe, die bleibt“ zusammen. Das heißt im Einzelnen:
- missio Aachen fördert finanziell Projekte in der Ausbildung, Seelsorge, sozialen Arbeit, Infrastruktur, Akuthilfe bei Katastrophen und Unterhalt seiner Partner der katholischen Kirche in Afrika, Asien und Ozeanien.[22] Besonderer Förderschwerpunkt sind Projekte mit und für Ordensfrauen, Frauen und Mädchen.[23] Gemeinsam mit seinen Partnern berät, entwickelt und evaluiert die missio-Auslandsabteilung diese Projekte. Dabei konzentriert missio Aachen die Projektarbeit auf die lokalen Kirchen, die dafür am wenigsten eigene Ressourcen haben. Daneben unterstützt missio Aachen die Vernetzung seiner Partner.
- Das Missionswissenschaftliche Institut im missio e. V. (MWI) fördert durch Stipendien und Netzwerkarbeit die akademische Ausbildung künftiger kirchlicher Führungskräfte in Afrika und Asien.[24]
- Weil die Not im globalen Süden auch durch die Lebensweise der Menschen in Deutschland beeinflusst wird, setzt sich missio Aachen im Interesse seiner Partner auch hier für Veränderungen ein. Dies geschieht durch Gebetssolidarität, weltkirchliche Bildungs- und Menschenrechtsarbeit und entsprechende Kampagnen. Sie klären über Zusammenhänge auf und schaffen ein Bewusstsein für die Verantwortung der Menschen in Deutschland für eine gute Entwicklung im globalen Süden.[25]

- Das Hilfswerk vermittelt auch Impulse der Kirche im globalen Süden für das kirchliche Leben in Deutschland. Weltkirchliche Referenten der Diözesen in Deutschland unterstützen diesen Bildungsauftrag.[26] Leitthemen sind unter anderem Mission, Menschenrechte wie Religionsfreiheit, oder der Kampf gegen moderne Formen von Sklaverei, Friedensarbeit, interreligiöser Dialog oder Spiritualität der Weltkirche.

## Kampagnen
missio Aachen wirbt in Deutschland mit Kampagnen um Solidarität mit den Anliegen der katholischen Kirche in Afrika, Asien und Ozeanien.

### Sonntag der Weltmission
Die zentrale Jahreskampagne von missio Aachen ist der Sonntag der Weltmission. Dies ist die größte Solidaritätsaktion der Katholiken weltweit. Sie wird im Auftrag des Papstes durchgeführt. Rund 120 Päpstliche Missionswerke sammeln am Sonntag der Weltmission (weltweit am dritten Sonntag, in Deutschland am vierten Sonntag im Oktober) auf allen Kontinenten für die Arbeit der Kirche in den 1.100 ärmsten Bistümern der Welt. Diese Kollekte fließt in den globalen Solidaritätsfond der Päpstlichen Missionswerke. Einmal im Jahr stimmen die Nationaldirektoren der rund 120 Päpstlichen Missionswerke darüber ab, welche Bistümer der ärmsten Ortskirchen mit der Sammlung unterstützt werden. Für Deutschland organisieren missio Aachen und missio München den Weltmissionssonntag. Sie laden dazu Partner aus dem globalen Süden nach Deutschland ein, die während des gesamten Oktobers auf Veranstaltungen über ihre Arbeit berichten.

### Afrikatag
missio Aachen organisiert in Deutschland die Kollekte zum Afrikatag jeweils Anfang Januar. Das ist die älteste gesamtkirchliche Solidaritätsinitiative der Welt. Ursprünglich zur Bekämpfung der Sklaverei eingeführt, fördert die Kollekte heute die qualifizierte Ausbildung von Frauen und Männern der Kirche in Afrika, die sich ihr Leben lang in den Dienst ihrer Mitmenschen stellen. Gundula Gause ist seit 2002 Schirmherrin des Afrikatages.

### Aktion Schutzengel
missio Aachen hat 1999 die Aktion Schutzengel ins Leben gerufen. Sie unterstützt kirchliche Partner in Afrika und Asien in ihrem Einsatz für Familien in Not zusammen mit international bekannten Persönlichkeiten wie den Friedensnobelpreisträgern Kailash Satyarthi und Denis Mukwege oder den ehemaligen Bundesentwicklungsminister Gerd Müller. Die erste Kampagne engagierte sich gegen Sextourismus und Kinderprostitution. Die zweite Kampagne machte auf das Schicksal von HIV-infizierten Kindern und Aidswaisen aufmerksam. Seit 2012 stand die Situation von Menschen auf der Flucht mit Schwerpunkt Demokratische Republik Kongo im Mittelpunkt. Viele Familien leiden dort unter einem brutalen Kampf um wertvolle Bodenschätze. Sexuelle Gewalt, Zwangsarbeit und Vertreibung sind an der Tagesordnung. 2021 startete missio Aachen eine neue Kampagne der Aktion Schutzengel mit dem Thema „Eine Welt. Keine Sklaverei“. Zu den Formen moderner Sklaverei zählen zum Beispiel Zwangsarbeit, Menschenhandel, Zwangsprostitution, Arbeitsausbeutung, Schuldknechtschaft oder die Versklavung von Kindern. Die Kampagne unterstützt den Kampf der katholischen Kirche in Afrika und Asien gegen diese moderne Sklaverei. Seit 2016 führt missio Aachen eine ganzjährige Handyspendenaktion durch. Die Handys werden wiederverwertet, um damit gegen Gewalt, Zwang oder Kinderarbeit und andere Formen moderner Sklaverei ein Zeichen zu setzen, die Folgen des ausbeuterischen Abbaus von Rohstoffen für Handys und andere elektronische Geräte vor allem in Afrika sind. Die Aktion protestiert auch gegen Verschrottung elektronischer Geräte aus dem Westen auf illegalen Deponien in Afrika, zum Beispiel in Agbogbloshie (Accra, Ghana). Dabei kooperiert missio Aachen mit dem Kolpingwerk Deutschland. Ein zentrales Element der Aktion Schutzengel ist der missio-Truck, eine mobile begehbare Ausstellung.

### Solidarität mit bedrängten Christen
Mit der Kampagne Solidarität mit bedrängten Christen stellt missio Aachen das Schicksal von Christen vor, die im Nahen und Mittleren Osten, in Afrika und Asien diskriminiert, bedrängt oder zum Teil verfolgt werden. Schwerpunkt der Kampagne sind Petitionen für bedrängte Christen. Unterstützt wurden damit zum Beispiel die pakistanische Christin Asia Bibi, die wegen angeblicher Blasphemie zu Tod verurteilt wurde, aber auf internationalen Druck hin Asyl erhalten hat. Seit 2024 engagiert sich missio Aachen mit der Kampagne „Gemeinsam stark mit Herz“ gegen eine islamistische Bedrohung der Menschen in Burkina Faso.
Wichtig ist missio Aachen dabei die Rolle des interreligiösen Dialoges als Mittel zur Lösung von Konflikten und Hilfe für bedrängte Christen, die Unteilbarkeit des Menschenrechtes auf Religionsfreiheit, das für Angehörige aller Religionen und Nicht-Gläubige gleichermaßen gilt sowie der Appell zu Toleranz und Versöhnung. Dafür steht beispielhaft eine Postkarten-Kampagne 2016 für den syrisch-katholischen Priester Jacques Mourad, der sich trotz fünfmonatiger Entführung durch Terroristen des sogenannten „Islamischen Staates“ weiter für Frieden und Versöhnung zwischen Christen und Muslimen einsetzt. Die Kampagnen werden durch die Länderberichte Religionsfreiheit und eine Ausstellung Religionsfreiheit unterstützt.

### Spiritualität
Die Spiritualitätsangebote machen Menschen in Deutschland christliche Spiritualität aus Afrika, Asien und Ozeanien zugänglich, die sie in ihrem persönlichen Glaubensleben oder für die kirchliche Gemeindearbeit nutzen können und bietet Plattformen für internationale Gebetssolidarität. missio Aachen stellt Männer und Frauen vor, die den liebenden, menschenfreundlichen Gott auf außergewöhnliche Weise bezeugen. Dazu zählen neben Mutter Teresa unter anderen auch die Sängerin Patricia Kelly und überzeugende Partner von missio Aachen.

### Internationaler Tag gegen Hexenwahn
Erstmals wurde der Internationale Tag gegen Hexenwahn von missio Aachen am 10. August 2020 ausgerufen, um über die Moderne Hexenverfolgung aufzuklären und gegen diese vorzugehen. Die UN-Beauftragte Ikponwosa Ero begrüßt im Namen der „United Nations Special Procedures. Special Rapporteurs, Independent Experts and Workings Groups“ in einem Schreiben an missio vom 26. August 2020 die Einrichtung des Internationalen Tages gegen Hexenwahn.

## Finanzierung
2024 förderte missio Aachen 982 Hilfsprojekte in mehr als 60 Ländern. Das Hilfswerk finanziert seine Arbeit aus Spenden, Kollekten, Mitgliedsbeiträgen, Kirchensteuermitteln und Kapitalerträgen. Darüber berichtet missio Aachen in einem jährlich veröffentlichten Rechenschaftsbericht. missio Aachen ist mit dem Spendensiegel des Deutschen Zentralinstituts für Soziale Fragen (DZI) zertifiziert. 2024 verzeichnete missio Aachen einen ausgeglichenen Haushalt mit Ein- und Ausgaben in Höhe von 53,55 Millionen Euro. 39 Prozent der Einnahmen stammen aus allgemeinen und zweckgebundenen Spenden.
Die Arbeit von missio Aachen wird unterstützt von der Stiftung pro missio.

## Buchreihen

### Theologie der Einen Welt
- Gemeinsam herausgegeben mit dem Verlag Herder (2012 bis 2022), in Englisch: One World Theology (2012 bis 2023). Diese Buchreihe ist beendet.

### Edition Schöpfung
- Gemeinsam herausgegeben mit dem Matthias-Grünewald-Verlag (2019 bis 2021). Diese Buchreihe ist beendet.

### Länderberichte Religionsfreiheit
- Länderberichte Religionsfreiheit[44]

### Reihe Menschenrechte
- Reihe Menschenrechte[45]

## Zeitschriften

### kontinente – das missio Magazin
- Viermal im Jahr erscheint das Magazin für Mitglieder von missio Aachen mit Reportagen, Nachrichten und Kommentaren aus der Weltkirche in Afrika, Asien und Ozeanien und berichtet über die Arbeit von missio Aachen.[46]

### Forum Weltkirche
- Bis zum Jahr 2022 erschien sechsmal im Jahr die gemeinsam mit dem Verlag Herder herausgegebene Fachzeitschrift für weltkirchliche Fragen und kontextuelle Theologien. Sie bot Experten aus der Kirche in Afrika, Asien und Ozeanien ein Forum. Damit ging eine 141 Jahre lange Geschichte des Magazins – anfänglich unter dem Titel Die katholischen Missionen und später als Forum Weltkirche – als Sprachrohr von der und für die Weltkirche zu Ende.[47]

## Kritik
Autoren des Magazins Der Spiegel übten im Mai 2022 Kritik an missio Aachen. Es wurde berichtet, dass ein großer Teil der Spenden nicht in die Armutsbekämpfung, sondern in das Personal und Immobilien in Deutschland geflossen seien. 2020 nahm missio Aachen in Deutschland 51,2 Millionen Euro ein, davon seien 28,7 Millionen Euro ins Ausland gegangen, jedoch seien 22,5 Millionen Euro, gleich 40 % in Deutschland geblieben. 14 Millionen Euro dieser 28,7 Millionen Euro für die Auslandshilfe kamen laut Der Spiegel zudem zweckgebunden aus der Kirchensteuer. Dabei habe missio Aachen seit Jahren das DZI-Spenden-Siegel der besten Stufe, nach der weniger als 10 % der Spenden für Werbung und Apparat ausgegeben worden seien. Kosten für Werbung und Verwaltung seien teils einfach unter Hilfsprojekten bzw. Hilfskampagnen verbucht worden. So seien 2020 bei der Chefin der Spendenabteilung 65 % des Gehalts aus Kampagnentöpfen und nur 35 % als Verwaltungskosten verbucht worden. Vom Vermögen von missio Aachen von 90 bis 100 Millionen Euro seien 48 Millionen Euro im Förderverein geparkt, dessen genaue Fakten aber nicht veröffentlicht würden.
missio Aachen wies die Vorwürfe gegenüber verschiedenen Medien zurück und veröffentlichte als Reaktion auf die Kritik eine umfassende Präsentation, um seine Arbeit, die Verwendung der anvertrauten Mittel und den „daraus resultierenden verantwortlichen Umgang“ darzulegen. Der Geschäftsführer des Deutschen Zentralinstituts für soziale Fragen, Burkhard Wilke, bezeichnete die Vorwürfe als unbegründet. Seit über 25 Jahren unterstützt missio das DZI jährlich einen fünfstelligen Betrag.